# Har El‘azar
Har El‘azar (hebreiska: הר אלעזר) är ett berg i Israel.   Det ligger i distriktet Södra distriktet, i den östra delen av landet. Toppen på Har El‘azar är 19 meter över havet.
Terrängen runt Har El‘azar är kuperad västerut, men österut är den platt. Terrängen runt Har El‘azar sluttar brant österut.Runt Har El‘azar är det ganska tätbefolkat, med 52 invånare per kvadratkilometer. Närmaste större samhälle är ‘Arad, 14,4 km väster om Har El‘azar. Trakten runt Har El‘azar är ofruktbar med lite eller ingen växtlighet.